# Finn háború
A finn háború vagy más néven orosz–svéd háború (1808–1809) Svédország és Oroszország között lezajlott fegyveres konfliktus az orosz–svéd háborúk keretén belül.
A negyedik koalíciós háború 1807-ben Oroszország és Franciaország kibékülésével zárult le (tilsiti béke). Miután IV. Gusztáv svéd király továbbra is kitartott az Egyesült Királysággal való szövetség mellett, I. Sándor orosz cár 1808 márciusában hadat üzent Svédországnak.

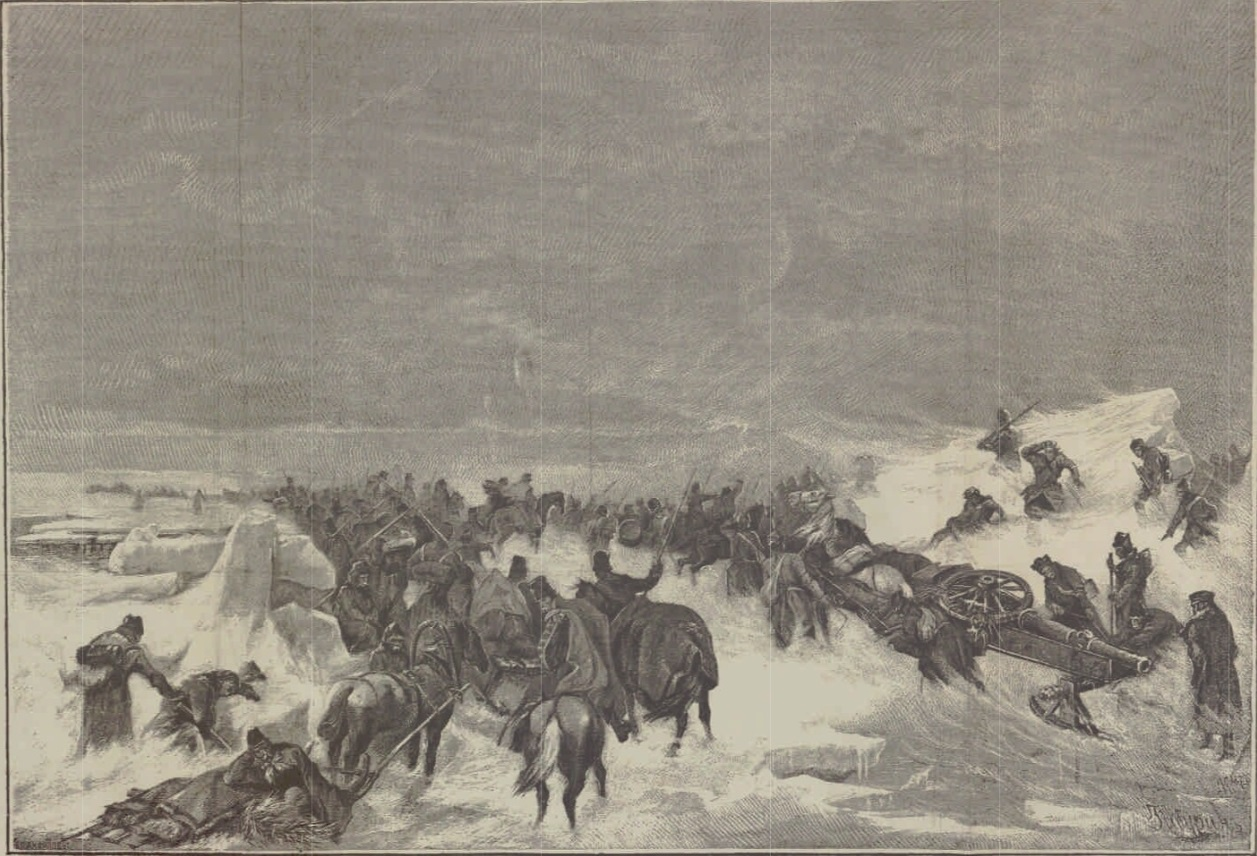
Oroszok átkelnek a Kvarken-vidéken

Sveaborg bevétele után az előretörő orosz csapatok 1808 végére már egész Finnországot meghódították. IV. Gusztáv uralmát 1809. március 13-án egy államcsíny megdöntötte. Az átmeneti kormányzattal való tárgyalást a oroszok elutasították. 1809 nyarán az orosz csapatok benyomultak az északi svéd területekre, ahol két ütközetben is győzelmet arattak a svédek felett. Ezzel egy időben elfoglalták az Åland-szigeteket is. Az új svéd király, XIII. Károly az 1809. szeptember 17-én megkötött fredrikshamni békében kénytelen volt szentesíteni a svéd területi veszteségeket, ami következtében Finnország és az Åland-szigetek az Orosz Birodalom részévé váltak.

## Lásd még
- „The Final War” - A finn háború (angol nyelven)
- „The Union’s Last War” - Az 1808–1809-es orosz–svéd háború (angol nyelven)